# Mudhoney
Mudhoney ist eine Grungeband aus Seattle. Der Name bezieht sich auf den gleichnamigen Film aus dem Jahr 1965 von Russ Meyer, den die Bandmitglieder zum Zeitpunkt der Bandgründung noch nicht gesehen hatten.

## Bandgeschichte
Mudhoney wurde an Halloween 1987 von den Freunden Mark Arm und Steve Turner gegründet, die u. a. bereits in den Bands Mr. Epp & The Calculations, Green River und dem Projekt The Thrown-Ups zusammen Musik gemacht hatten.
Mark Arm hatte nach Steve Turner Green River verlassen, da sich unüberbrückbare musikalische und karrierebezogene Differenzen zu den anderen Bandmitgliedern aufgetan hatten. Diese gründeten daraufhin Mother Love Bone. Die Band wurde komplettiert durch den Bassisten Matt Lukin (Ex-Melvins) und Dan Peters, der als gefragter Schlagzeuger in zahlreichen Bands spielte, u. a. Bundle of Hiss und Feast.
1988 veröffentlichten Mudhoney bei Sub Pop die EP Superfuzz Bigmuff, das den Sound definierte, der später als Grunge bezeichnet worden ist. Vor dem Erfolg von Nirvana waren Mudhoney das Flaggschiff von Sub Pop. Titel wie Touch Me I'm Sick, You Got It und If I Think wurden in Clubs und College-Radiostationen häufig gespielt. Aufgrund ihres teilweise verzerrten, punklastigen Sounds war Mudhoney kommerziell jedoch nie so erfolgreich wie Nirvana oder Pearl Jam. Ihr erstes Album Mudhoney erschien 1989, das zweite Album Every Good Boy Deserves Fudge 1991.
Im Jahr 1999 verließ Bassist Matt Lukin die Band. Wayne Kramer stieg 2000 als sein Ersatz ein. Nachdem Lukin für eine kurze Tour von Dezember 2000 bis Januar 2001 zurückgekehrt war, spielte Steve Dukich 2001 für kurze Zeit in der Band. Seither übernimmt Guy Maddison diesen Part.
Aus Unzufriedenheit über Sub Pops Zahlungsschwierigkeiten und die Labelpolitik wechselten Mudhoney schließlich zum Major-Label Reprise Records. Das erste Album bei diesem Label war Piece of Cake. Nach den kommerziell erfolglosen Nachfolgern Five Dollar Bob's Mock Cooter Stew (einer EP, die verschiedenste Genres abhandelt), My Brother the Cow und Tomorrow Hit Today  verlangte Reprise Demo-Aufnahmen für weitere LPs, um nicht weitere „Flops“ zu produzieren. 2001 trennte sich Reprise von Mudhoney.
Das Erscheinen der Retrospektive March to Fuzz (2000) und der Ausstieg Matt Lukins erweckten den Anschein, Mudhoney werde sich auflösen. Arm und Turner konzentrierten sich auf The Monkeywrench und tourten mit diesen, doch nachdem Guy Maddison als Bassist den musikmüden Matt Lukin ersetzt hatte, kehrte Mudhoney zu Sub Pop zurück und veröffentlichte 2002 Since We've Become Translucent. Dieses Album ist deutlich durch Mark Arms Vorliebe für Hawkwind und andere Psychedelic-Rock-Bands geprägt.
Die Bandmitglieder sind mittlerweile verheiratet, haben teilweise Familien gegründet und betreiben die Musik als Hobby neben ihren Jobs zum Lebensunterhalt. Nach langer Pause haben sie 2006 Under a Billion Suns und 2007 Live Mud veröffentlicht.
Im Mai 2008 erschien das Album The Lucky Ones, auf dem Mark Arm zum ersten Mal nicht Gitarre spielt. Ebenfalls im Mai, zum 20-jährigen Jubiläum der Superfuzz Bigmuff-EP, erschien eine neue Deluxe-Version dieser EP, die zusätzlich im Sub Pop-Archiv neu entdeckte Live-Aufnahmen eines Konzert in Berlin 1988 enthält.

## Einfluss
Die Musik von Mudhoney ist stark von den so genannten Protopunk-Bands MC5 und The Stooges beeinflusst. Dies ist am deutlichsten bei 1995 (My Brother the Cow) hörbar, das sich musikalisch und inhaltlich in die Tradition der Stooges-Songs 1969 und 1970 stellt. MC5-Gitarrist Wayne Kramer hatte einen Gastauftritt auf dem 2002 veröffentlichten Album Since We've Become Translucent, wo er für den Track Inside Job den Part am Bass übernahm. Umgekehrt fungiert Mark Arm bei den US-Auftritten des DKT/MC5-Projekts als Sänger und hat als Gastsänger der Stoner-Rock-Band Nebula I Need Somebody von den Stooges aufgenommen. Als weitere Einflüsse nennt Mark Arm in verschiedenen Interviews Can, Amon Düül und The Beatles.
Ihren Vorbildern huldigen Mudhoney gerne in Form von Coverversionen. Als Beispiele sind u. a. Fix Me von Black Flag, Magnolia Caboose Babyshit (im Original: Magnolia Caboose Babyfinger) von Blue Cheer, Hate the Police von The Dicks, Over The Top von Motörhead oder Urban Guerrilla von Hawkwind zu nennen; den letztgenannten Song covern Mudhoney für eine John-Peel-Session im Jahr 2002.
Mudhoney beeinflussten viele Musiker wie beispielsweise Kurt Cobain. Das Ox-Fanzine bezeichnet die EP Superfuzz Bigmuff als „eine der Blaupausen“ für das drei Jahre später populär gewordene Grunge-Genre. Mudhoney war die Band, die Hole auf eine Tour nach Europa mitnahm.

## Diskografie
Alben
- 1988: Superfuzz Bigmuff (EP, Sub Pop)
- 1989: Boiled Beef and Rotting Teeth (Tupelo)
- 1989: Mudhoney (Sub Pop)
- 1991: Every Good Boy Deserves Fudge (Sub Pop/Sony)
- 1992: Piece of Cake (Reprise)
- 1993: Five Dollar Bob's Mock Cooter Stew (Reprise)
- 1995: My Brother the Cow (Reprise)
- 1998: Tomorrow Hit Today (Reprise)
- 2000: March to Fuzz (Sub Pop)
- 2000: Here Comes Sickness/The Best of the BBC Recordings (Strange Fruit)
- 2002: Since we've Become Translucent (Sub Pop)
- 2006: Under a Billion Suns (Sub Pop)
- 2007: Live Mud - Live in Mexico City (Sub Pop)
- 2008: The Lucky Ones (Sub Pop)
- 2013: Vanishing Point (Sub Pop)
- 2018: Digital Garbage (Sub Pop)
- 2023: Plastic Eternity (Sub Pop)

Das erfolgreichste Album von Mudhoney ist bisher Piece of Cake von 1992 mit über 150.000 verkauften Einheiten. Weitere meistverkaufte Werke der Band sind Every Good Boy Deserves Fudge mit 50.000 verkauften Einheiten, My Brother the Cow 40.000 verkauften Einheiten und Tomorrow Hit Today mit 12.000 verkauften Einheiten. Sub Pop schätzt Mudhoneys Albenverkäufe auf bisher 500.000 weltweit.